# Cessna 195

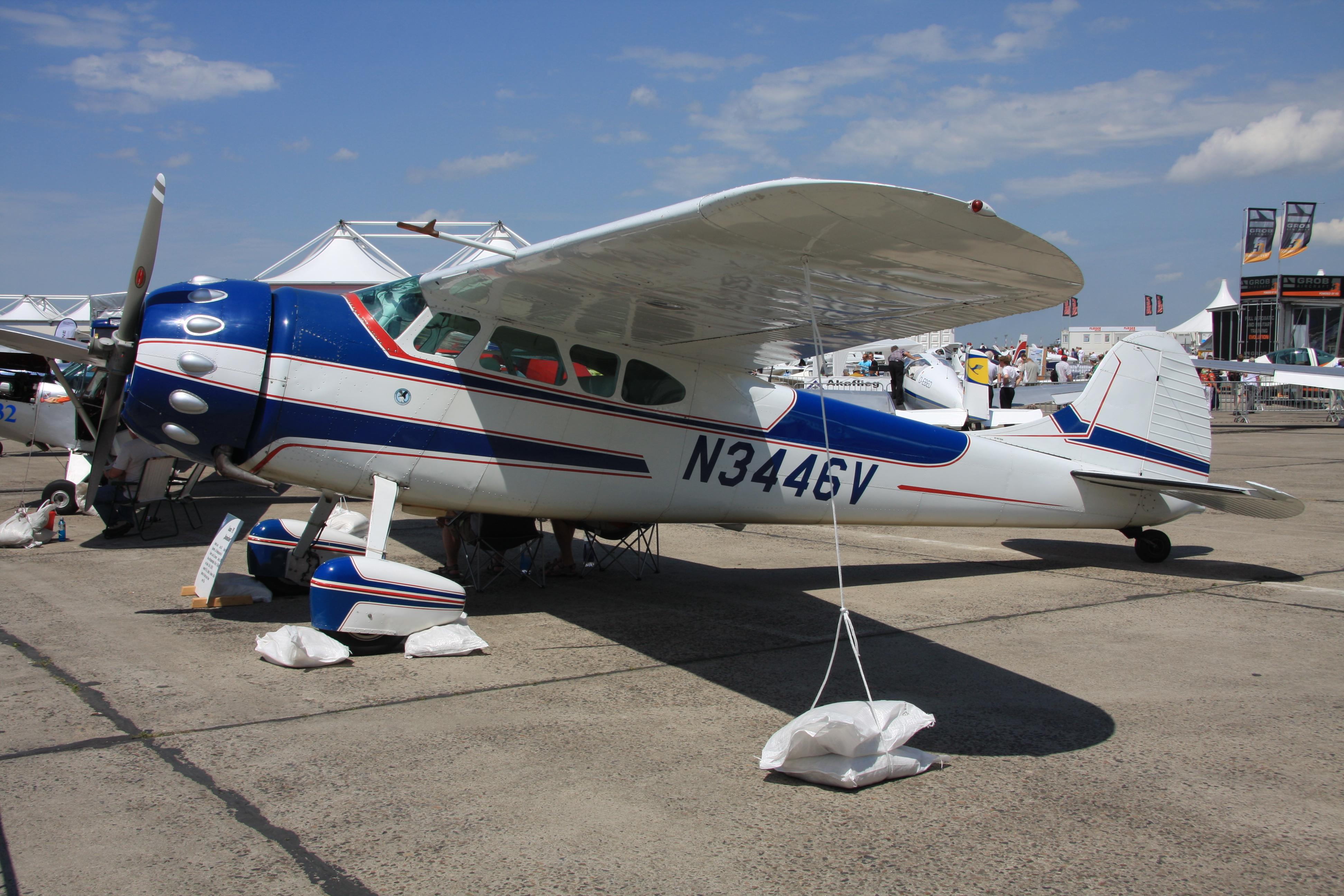
Cessna 195 (N3446V)

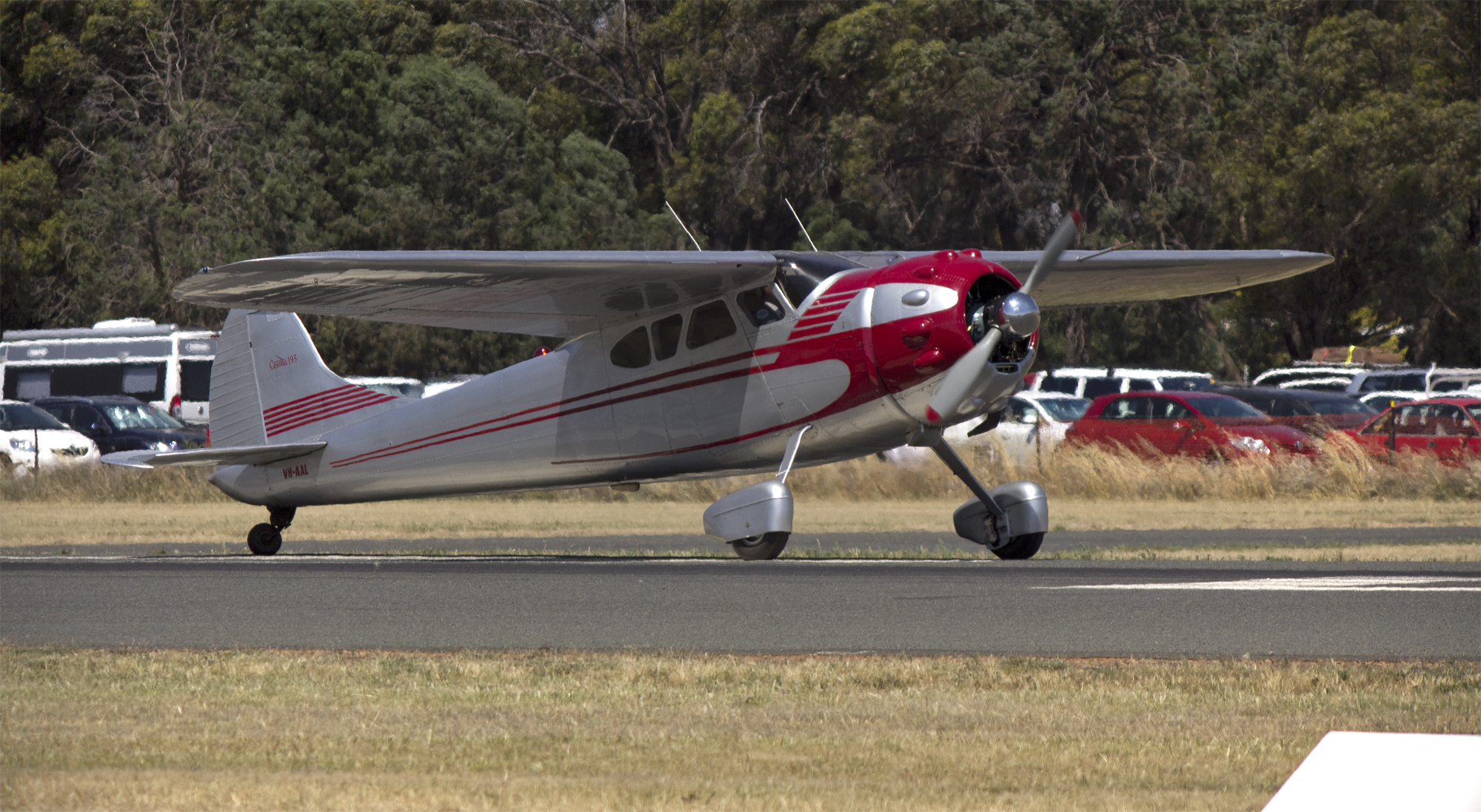
Cessna 195B English: 1948 Cessna 195B (VH-AAL)

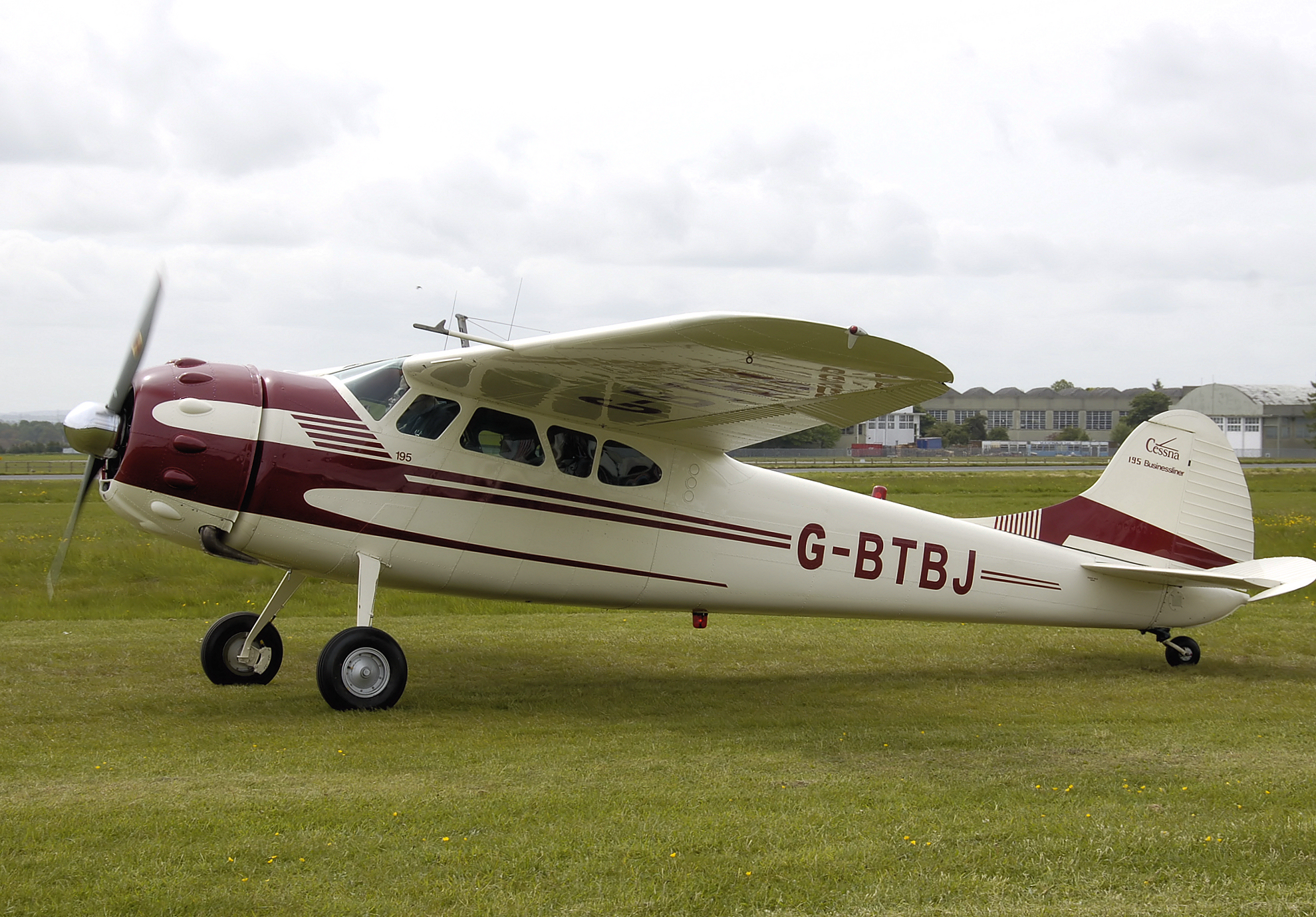
Cessna 195 (G-BTBJ)

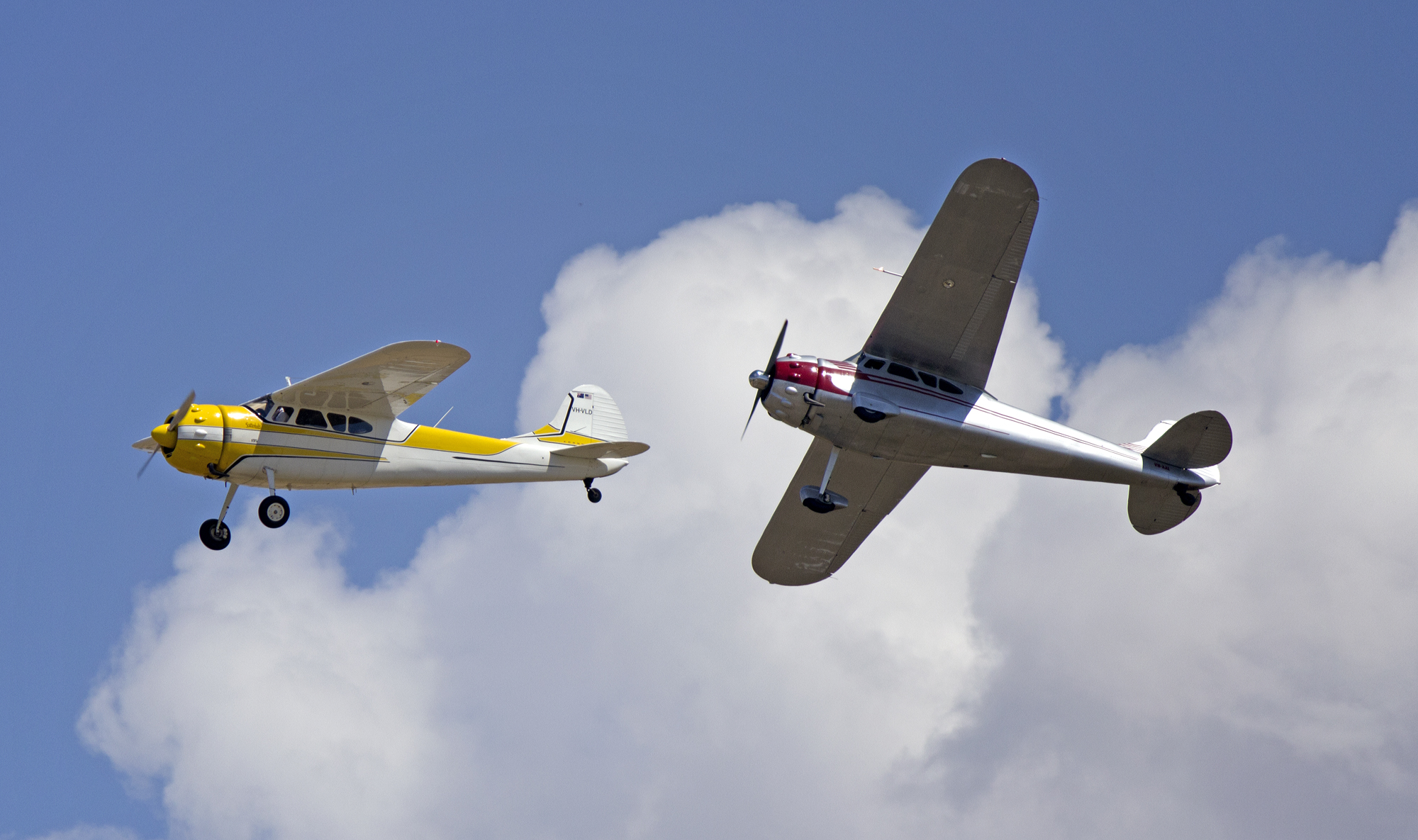
Cessna 190, Cessna 195B

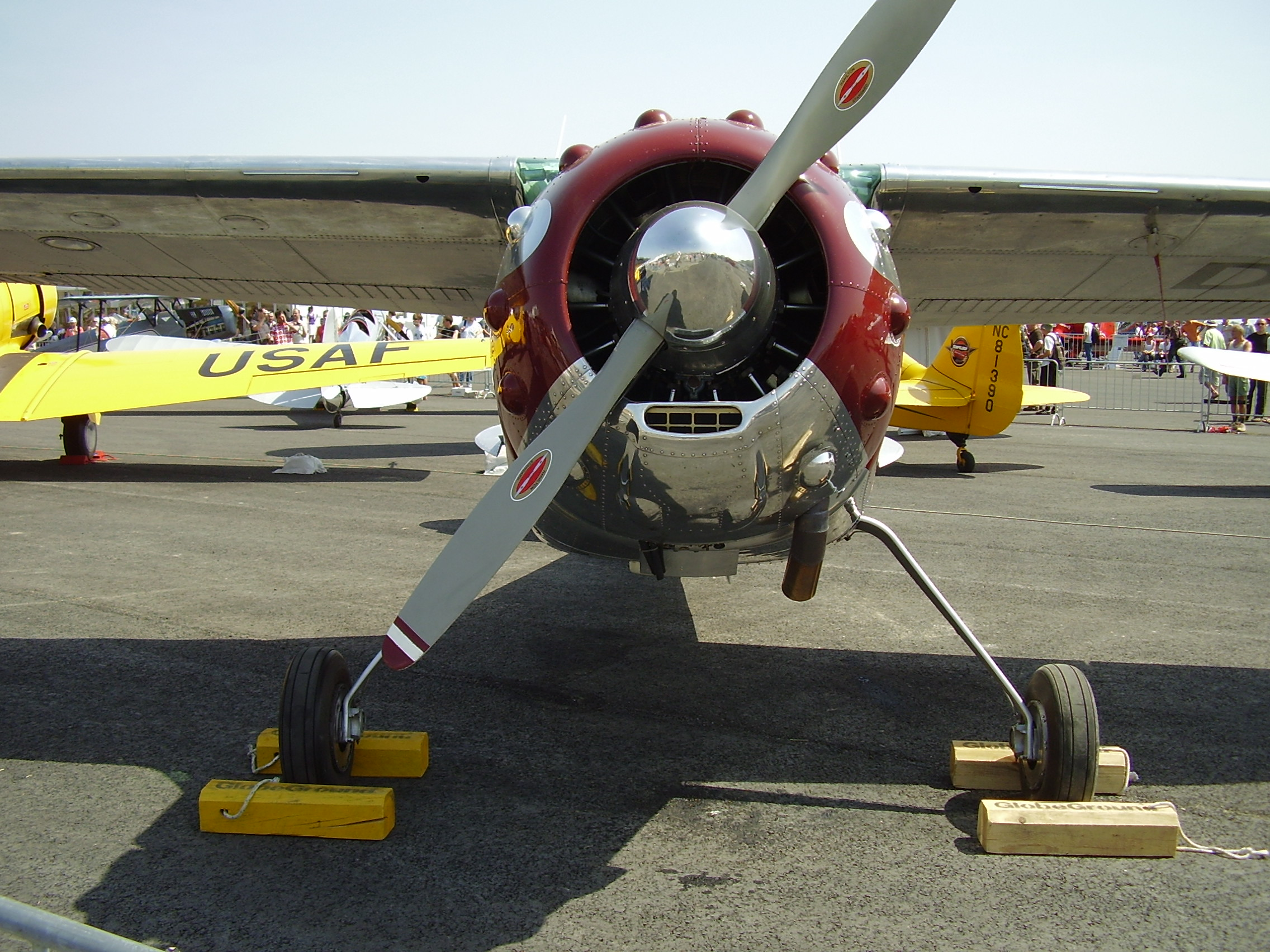
Cessna 195 (D-EFTH)

Cessna 195 je americký lehký jednomotorový vrtulový dopravní letoun, vybavený hvězdicovým motorem a konvenčním podvozkem, který se vyráběl v letech 1947 až 1954.

## Vývoj
První prototyp vzlétl v roce 1945 po ukončení 2. světové války a výroba byla zahájena v roce 1947.[zdroj⁠?!] Model 195 byl první letoun Cessna téměř kompletně vyrobený ze slitiny hliníku. Má ocelový nosník křídla, podobně jako to měla před válkou Cessna 165, z níž je odvozen. Profil křídla je NACA 2412, stejně jako u modelů Cessna 150, 172 a 182.
Cessna 195 má ve srovnání s jinými letouny téhož výrobce poměrně velký trup kvůli značnému průměru motoru. V přední části kabiny jsou dvě samostatné sedačky. Jedna je určena pro pilota, druhá pro cestujícího. Za nimi ve druhé řadě mohou sedět na společné sedačce až tři cestující. Verze vybavená plováky (hydroplán) má na výškovce tři směrovky, kvůli lepší boční stabilitě.

## Varianty
Současně s modelem Cessna 195 byl vyvinut též model Cessna 190. Oba modely jsou prakticky shodné a liší se především výkonem hvězdicového motoru. Model Cessna 195 mohl být vybaven lyžemi či plováky. Model 195 byl vyráběn také ve verzích A, popř. B. Rozdíl je v použitých motorech a jejich výkonech:
- 190 – Continental W670-23 (180 kW),
- 195 – Jacobs R-755-A2 (225 kW),
- 195A – Jacobs L-4 MB ((184 kW),
- 195B – Jacobs R-755B2 (206 kW).

## Cena
Letoun byl poměrně drahý na běžné použití pro soukromou potřebu. Proto ho výrobce uvedl na trh především jako letoun pro účely podnikání pod názvem Businessliner. Model 190 byl původně prodáván za cenu 12 750 dolarů (v roce 1947).[zdroj⁠?!] Když výroba skončila, tak se cena zvedla na 24 700 dolarů za typ 195B. Dvoumístná Cessna 140 stála v téže době 3 495 dolarů.[zdroj⁠?!]

## LC–126
Model 195 byl pod označením LC–126 či LC–126 používán Letectvem Spojených států amerických, Leteckou národní gardou a Armádou Spojených států amerických jako lehký dopravní letoun. Model LC–126 má motor o výkonu 220 kW. Přebytečné letouny typu LC-126 byly dodávány i pro civilní potřebu. Dodávky typu LC–126 ozbrojeným složkám:
- US Air Force – 15 kusů,
- Air National Guard – 5 kusů,
- US Army – 63 kusů.[zdroj⁠?!]

## Současnost
Letouny Cessna 190 a 195 jsou vyhledávány sběrateli použitých letadel. Bylo vyrobeno celkem 1180 kusů typů 190 a 195 (včetně verze LC-126). Počty registrovaných letadel v roce 2008 v USA:
- Cessna 190 – 108 kusů,
- Cessna 195 – 282 kusů,
- Cessna 195A – 157 kusů,
- Cessna 195B – 136 kusů.

Počty registrovaných letadel v roce 2009 v Kanadě:
- Cessna 190 – 3 kusy,
- Cessna 195 – 17 kusů.

## Specifikace (model 195)

### Technické údaje
- Osádka: 1
- Kapacita: 5 osob
- Délka: 8,33 m
- Rozpětí: 11,02 m
- Výška: 2,18 m
- Hmotnost prázdného stroje: 953 kg
- Vzletová hmotnost: 1520 kg
- Objem palivové nádrže: 280 l
- Pohonná jednotka: 1 × hvězdicový motor Jacobs R-755 (220 kW)
- Vrtule: dvoulistá Hamilton Standard

### Výkon
- Maximální rychlost: 298 km/h
- Cestovní rychlost: 270 km/h) na 70% výkonu
- Pádová rychlost: 100 km/h), klapky 45 °
- Dolet: 800 km (1287 km při 70% výkonu)
- Dostup: 5578 m
- Stoupavost: 6,1 m/s
- Plošné zatížení: 75,0 kg/m²